# Zaletrigonia
Zaletrigonia is een uitgestorven geslacht van tweekleppigen uit de  familie van de Iotrigoniidae. 

## Soorten
- † Zaletrigonia hoepeni (Skwarko, 1963)
- † Zaletrigonia inconstans (van Hoepen, 1929)
- † Zaletrigonia normanbyia (Skwarko, 1981)
- † Zaletrigonia telefominiana (Skwarko, 1981)